# Bazilika Maria Treu u piaristů (Vídeň)
Bazilika Maria Treu u piaristů ve Vídni (česky Bazilika Panny Marie Věrné), německy také Piaristenkirche (Kostel piaristů) je barokní římskokatolický kostel zasvěcený Panně Marii Věrné, který navrhl pravděpodobně architekt Johann Lucas von Hildebrandt společně s klášterem piaristů ve Vídni, stojící mezi Piaristengasse a Jodok-Fink-Platz v 8. obvodu Josefstadt.

## Situace
Kostel stojí na zadní hraně náměstí Jodoka Finka, západním průčelím se obrací do tohoto náměstí, z východní strany přiléhá Kožená ulice (Ledergasse), dvě křídla klášterních budov stojí samostatně po stranách Finkova náměstí a opticky tak uzavírají barokní zámeckou dispozici "čestného dvora".

## Historie

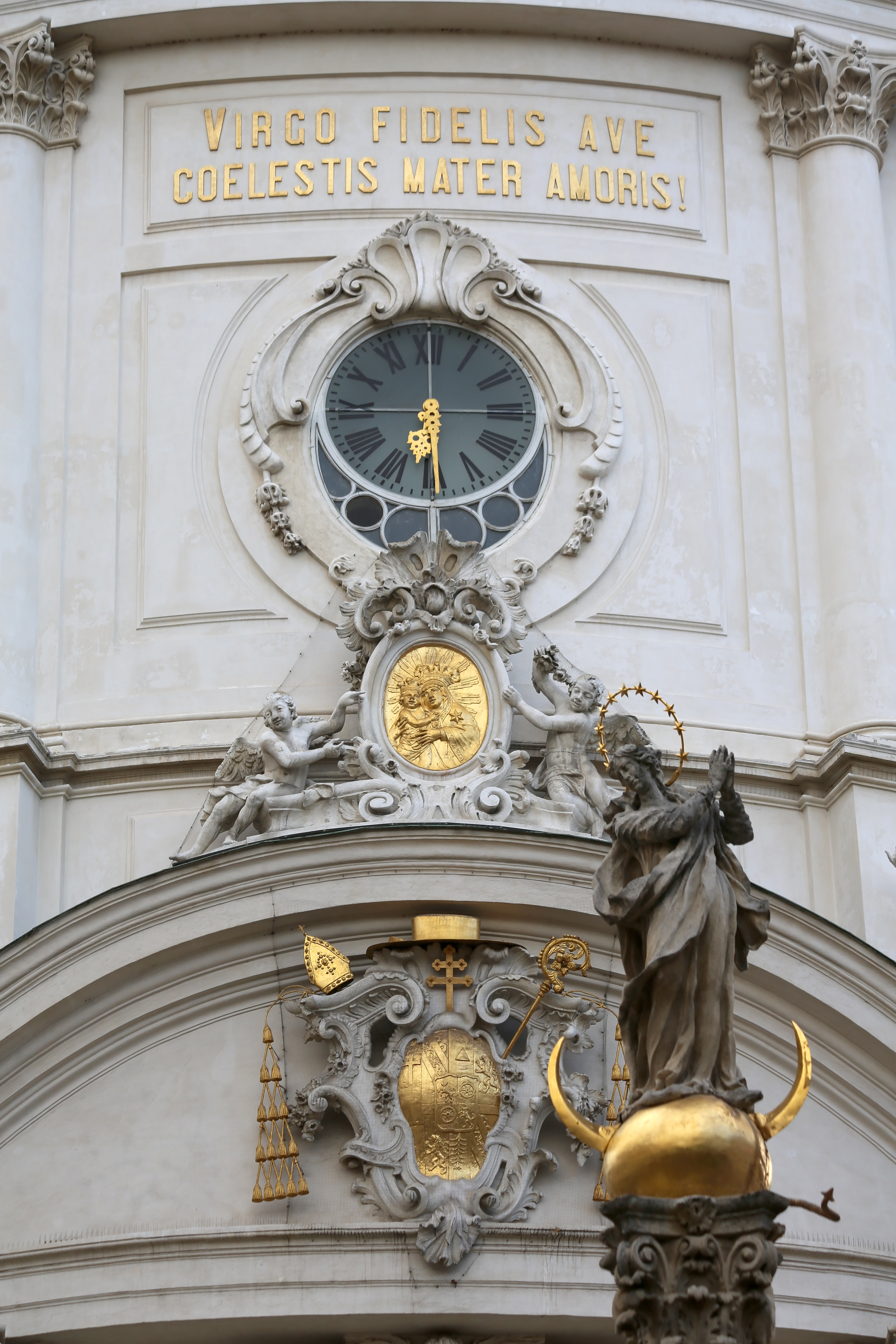
Průčelí kostela s erbem vídeňského arcibiskupa a kardinála Sigismunda von Kollonitze, reliéf Panny Marie Věrné a socha z morového sloupu

Maria Treu (lat.Maria Fidelis, čes. Marie věrná) je barokní poutní obraz polopostavy Panny Marie s Ježíškem, který namaloval piaristický malíř Josef Herz roku 1713, kdy Vídeň bojovala s morovou nákazou. Věřilo se, že obraz epidemii odvrátil. 
Na průčelí barokního kostela je motiv obrazu proveden v oválném zlaceném reliéfu nad střední římsou, s nápisem VIRGO FIDELIS, AVE COELESTIS, MATER AMORIS (Panno věrná, zdrávas nebeská, matko lásky).
Kostel byl založen současně s  klášterem piaristů, pravděpodobně podle plánů Johanna Lucase Hildebrandta z roku 1698. Základní kámen ke kapli Bolestí P. Marie (nyní v podvěží severní věže) položil císař Leopold I. 2. září 1698.. Kromě této kaple, která se brzy stala poutním místem, další stavba nepokračovala. Rozběhla se teprve po odeznění morové epidemie roku 1716, při vysvěcení v roce 1719 bazilika nebyla dostavěná. Během stavby došlo k úpravě plánů kupole a fasády, které roku 1721 dodal Kilián Ignác Dientzenhofer..  Přestavbu v rokokovém stylu v letech 1751-1753 prováděl stavitel Matthias Gerl a spočívala především ve štukové dekoraci portálu a interiérů. V letech 1858-1861 prováděl stavební úpravy český stavitel František Sitte, který o patro zvýšil obě věže a završil je báněmi se špičkou.
Papež Pius XII. povýšil kostel 27. srpna 1949 na basilicu minor. Poslední generální oprava kostela začala roku 1995 a skončila roku 2006.

## Architektura

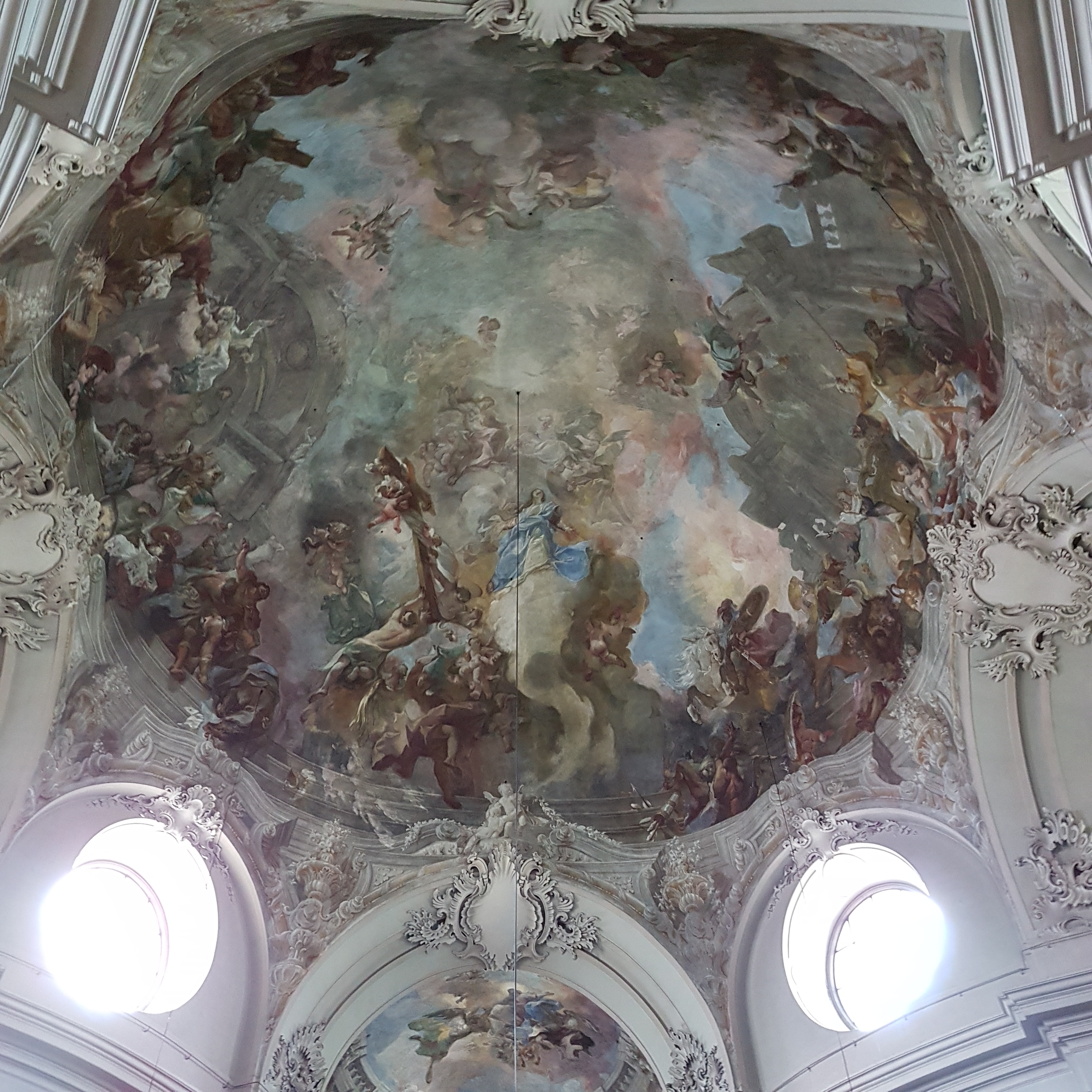
Freska Nanebevzetí Panny Marie, F.A. Maulbertsch

Dvouvěžová bazilika se zvenčí jeví jako tereziánská stavba. Interiér však vyniká dynamickou modelací radikálního baroka, na půdorysu průniku elips a s bohatě profilovanými a zalamovanými římsami. Je typickou památkou vídeňské dvorské architektury doby vrcholného baroka. 

### Interiér
- Hlavní oltář Zasnoubení Panny Marie, obraz M. Gerla z roku 1833 nahrazuje uloupený obraz téhož námětu od Franze Antona Maulbertsche, (který je nezvěstný, ale dochovala se k němu skica v soukromém majetku)̟;[3] před ním barokní poutní obraz P. Marie Věrné s Ježíškem, korunovanými zlatými korunkami, ve zlaceném dřevěném rámu
- Kupole: fresku Nanebevzetí Panny Marie Věrné namaloval Franz Anton Maulbertsch, stejně jako další čtyři fresky nad konchami výklenkových kaplí, v nichž jsou umístěny:
- Oltář Ukřižování s obrazem F. A. Maulbertsche z roku 1774
- Oltář sv. Šebestiána s obrazem Mučednictví sv. Šebestiána, namaloval Johann Meidinger před rokem 1771
- Oltář sv. Barbory s obrazem Stětí sv. Barbory od Karla Heinricha Branda z roku 1777
- Oltář s obrazem Nanebevstoupení sv. Jana Nepomuckého od Karla Hemerleina z roku 1859 (místo uloupeného obrazu Maulbertschova)
- Oltář sv. Rodiny s obrazem od českého malíře Felixe Iva Leichera (1777)[1]
- Kaple Bolesti (Panny Marie) - nejstarší stavební část kostela, oltář: stucco-lustro, na něm gotická pieta z konce 14. století
- Na pilastru obraz zakladatele řádu Josefa Kalasanského od Karla Rahla z roku 1840
- Varhany postavil varhanář Carl F.F. Buckow (1858) s využitím starších částí; v kostele se hrály slavné mše Josefa Haydna; Anton Bruckner zde roku 1861 složil zkoušku z hudební kompozice, zkoušející dvorský kapelník Johann Herbeck poznamenal:"Ten by měl vyučovat nás".

### Zvony
Ve věžích jsou zavěšeny čtyři velké zvony a malý umíráček. Největší zvon Maria Treu měří v průměru 140 cm a váží 1200 kg. Patří k největším ve Vídni.

### Moravica
- Václav Plachý (* 4. září 1785 Klopotovice, 7. červenec 1858 Vídeň) - varhaník, hudební skladatel a hudební pedagog piaristického gymnázia
- Pamětní deska znojemského piaristy Benedikta Lamba (1831–1836), vyučoval na zdejším piaristickém gymnáziu a je v kostele pohřben.

## Okolí kostela
- Morový sloup se sochou Neposkvrněného početí Panny Marie z roku 1713, před vchopdem do kostela; dal postavit Georg Konstantin Simmich svobodný pán von Loiosdorf jako dík za svou záchranu před morem.
- Klášter piaristů - dvoutraktová budova, založená roku 1698; z interiérů vyniká letní refektář se dvěma poli kleneb, který vystavěl v letech 1731-1734 Paul Friede a vymaloval F. A. Maulbertsch roku 1761 scénami: Kristus a žena ze Samaří, Kristus u Marty a Marie, 8 medailonů grisaille; výzdobu doplňují portréty prelátů̟; školní trakt tvořily obecná škola a piaristické gymnázium. Nyní je zde muzeum klobouků (Hutmuseum).
- Barokní socha sv. Jana Nepomuckého je umístěna ve výklenku klášterní budovy v Ledergasse.

## Galerie

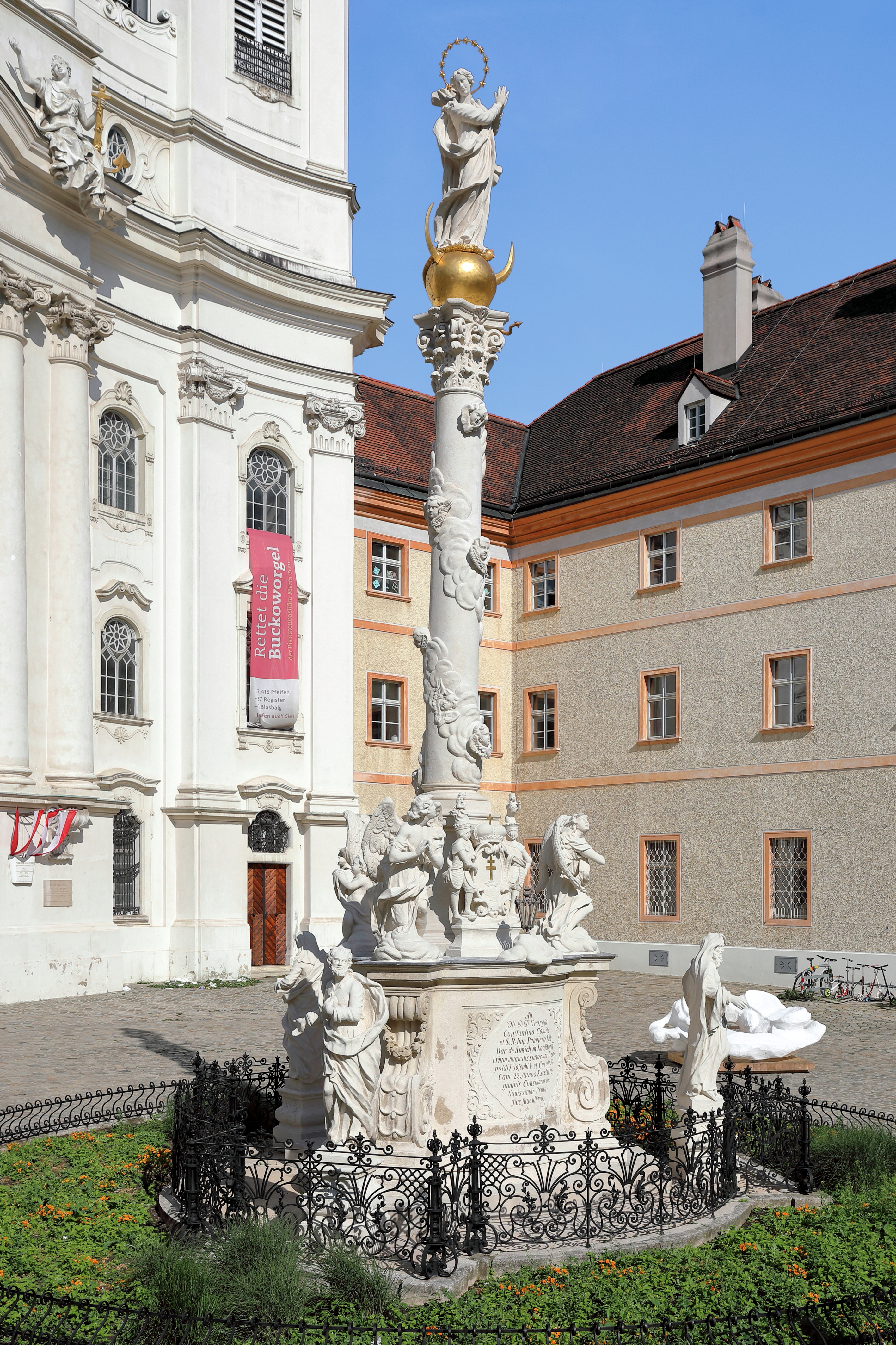
Mariánský sloup
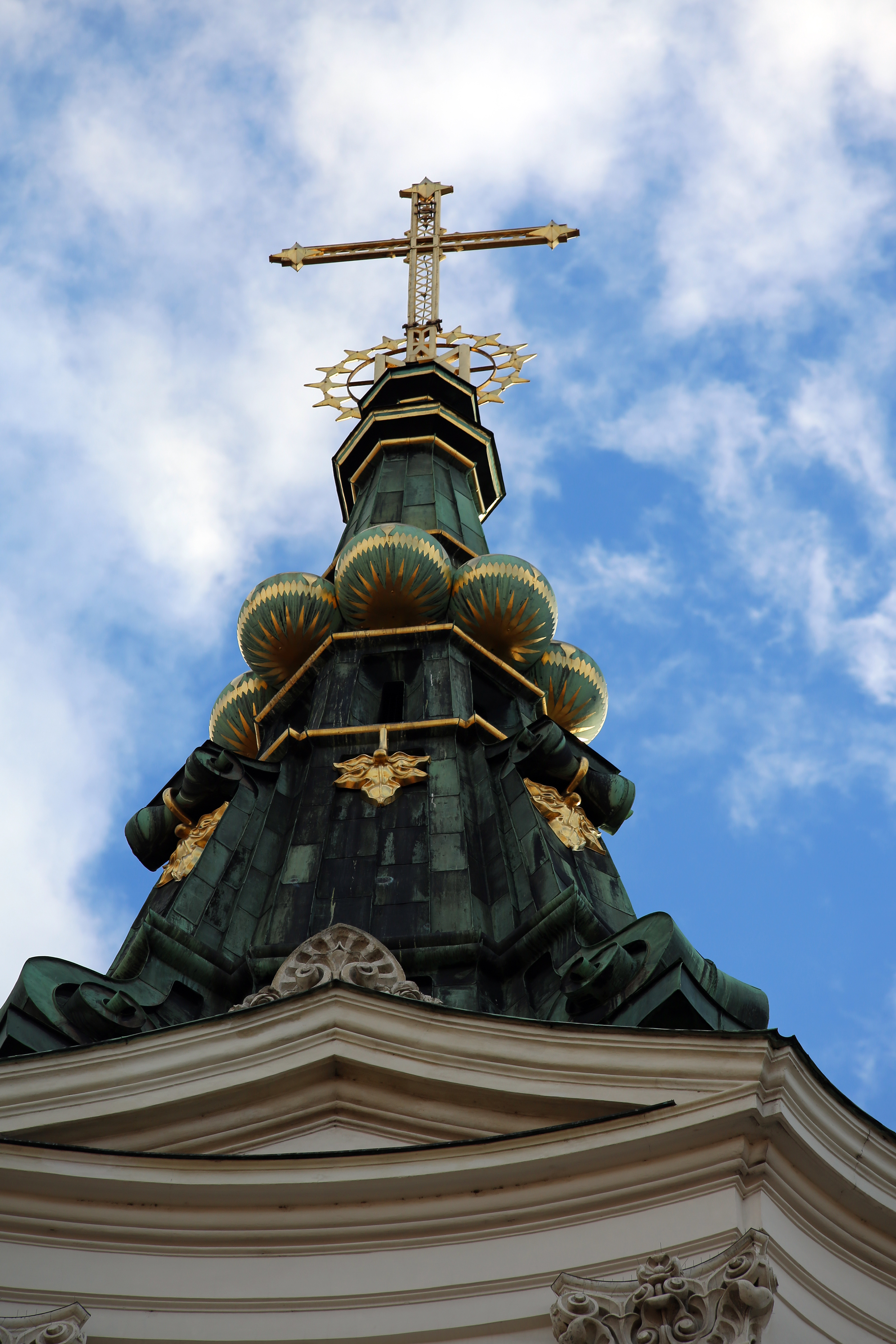
Báň věže
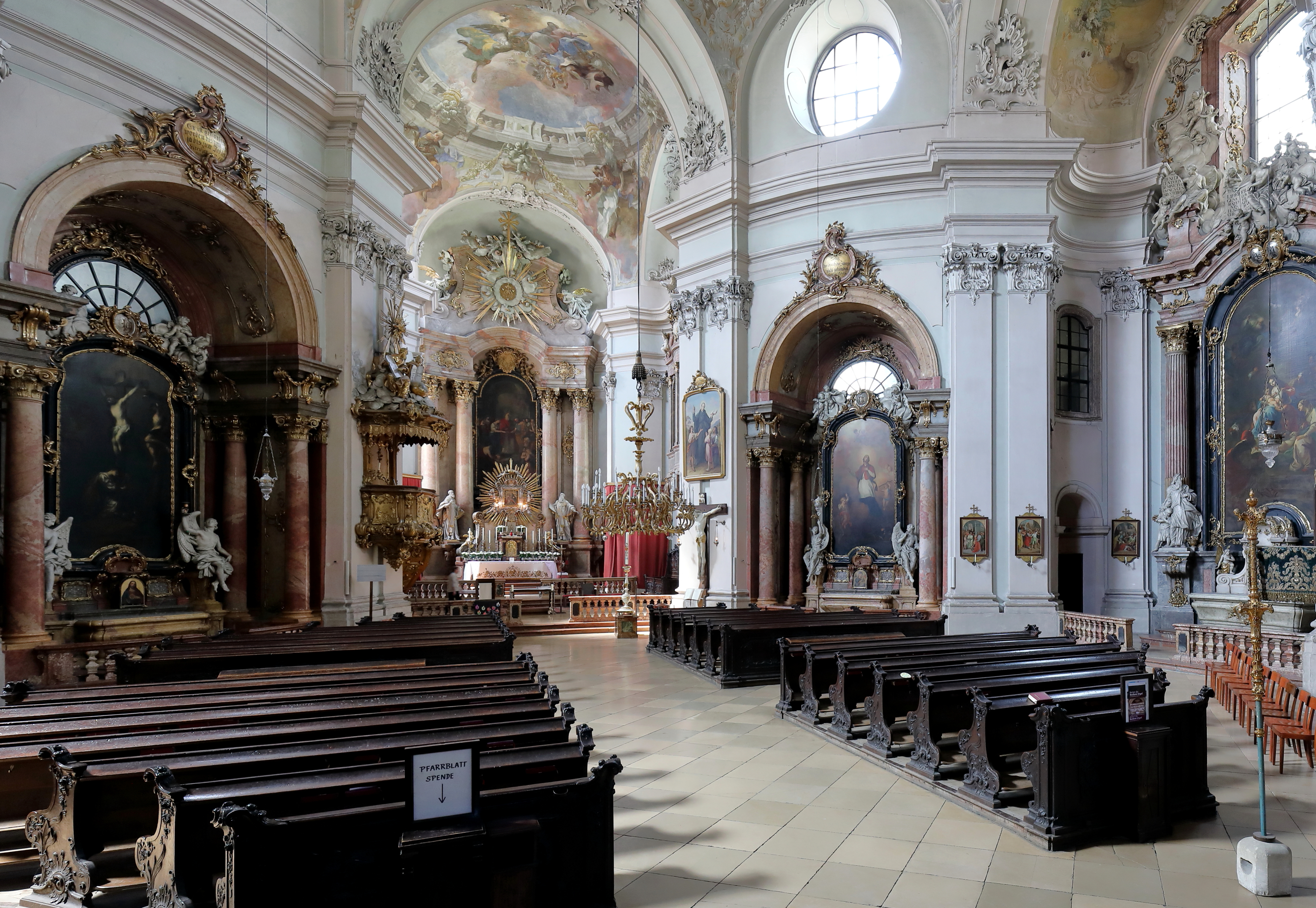
Interiér
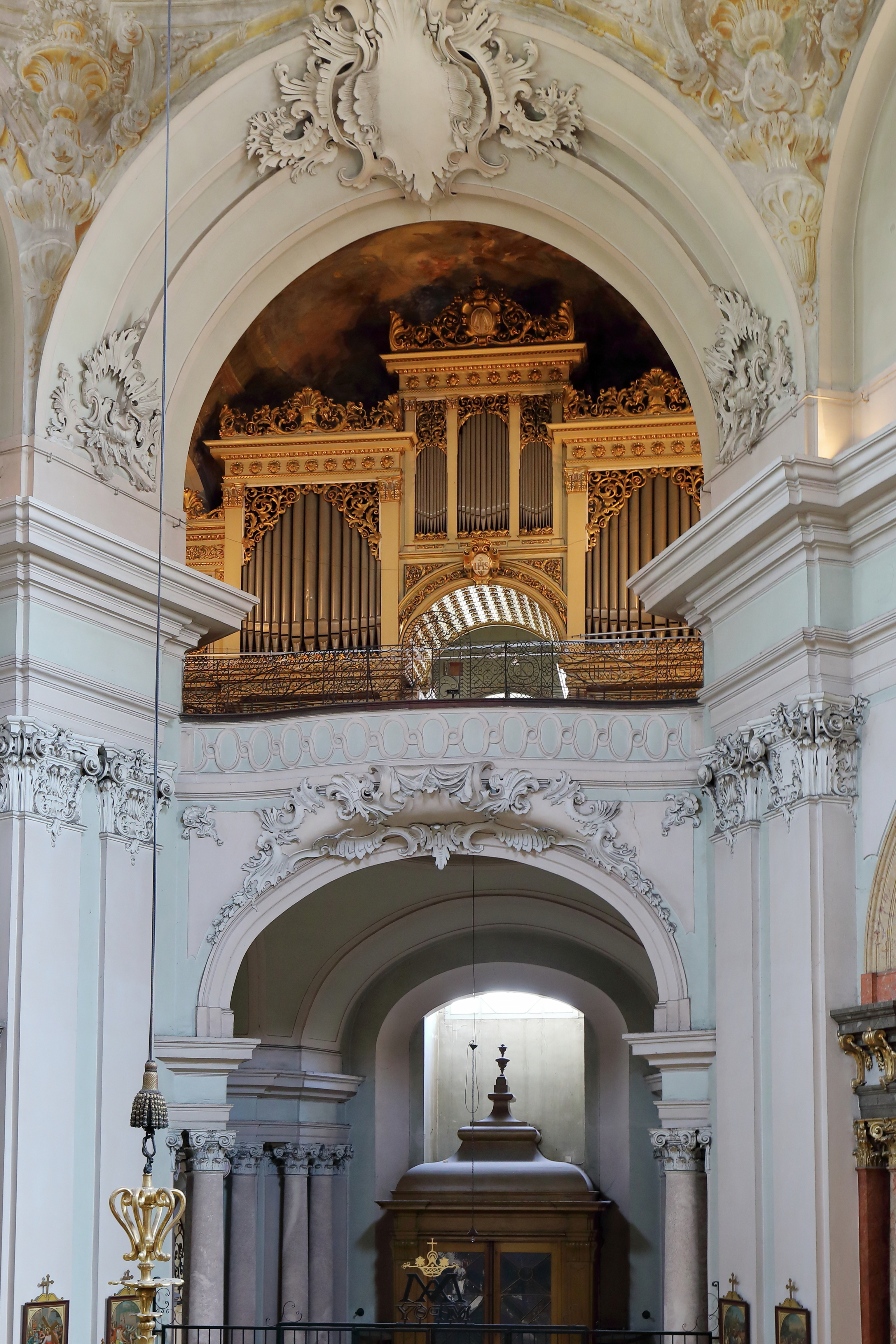
Varhany
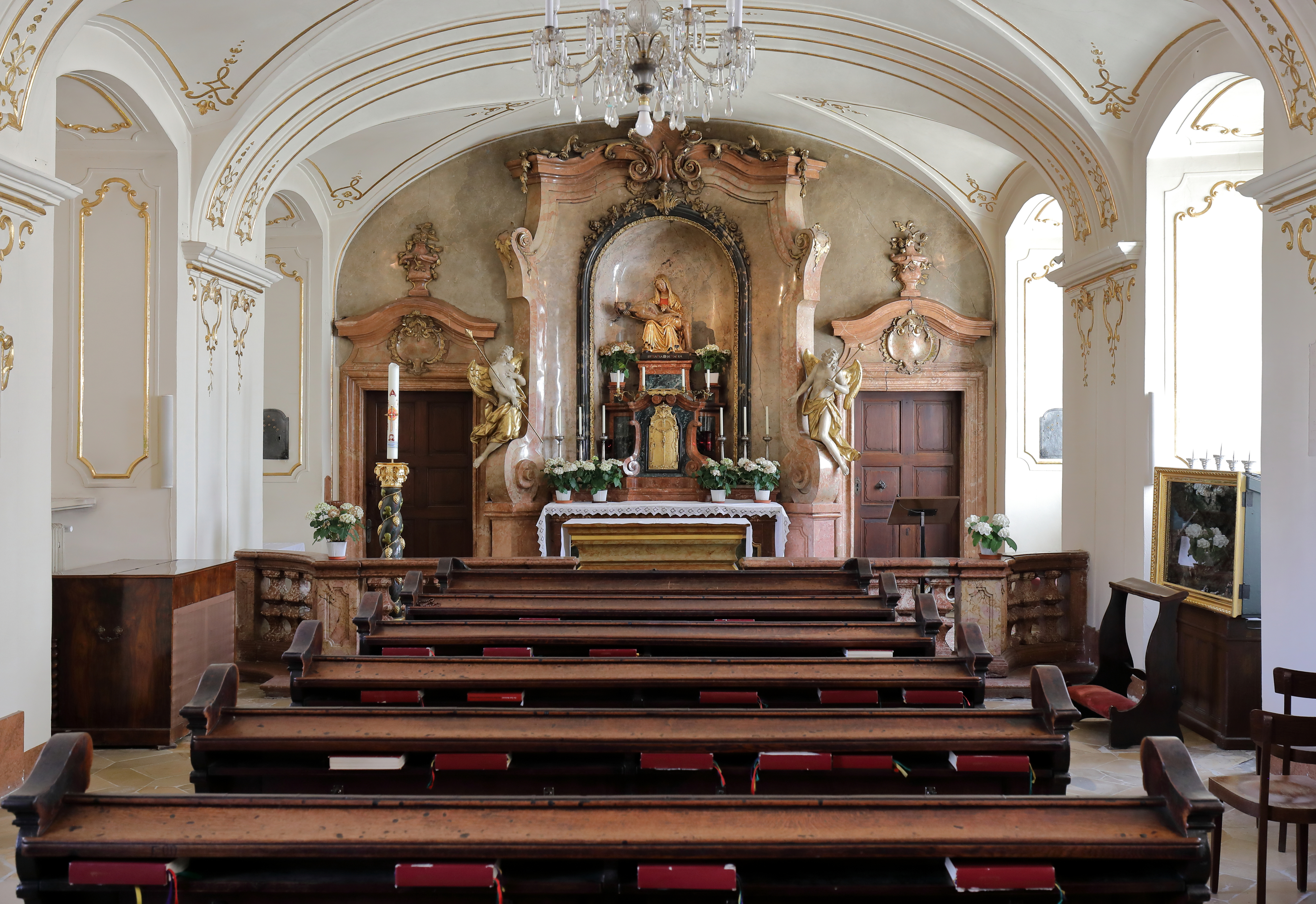
Kaple Bolesti P. Marie
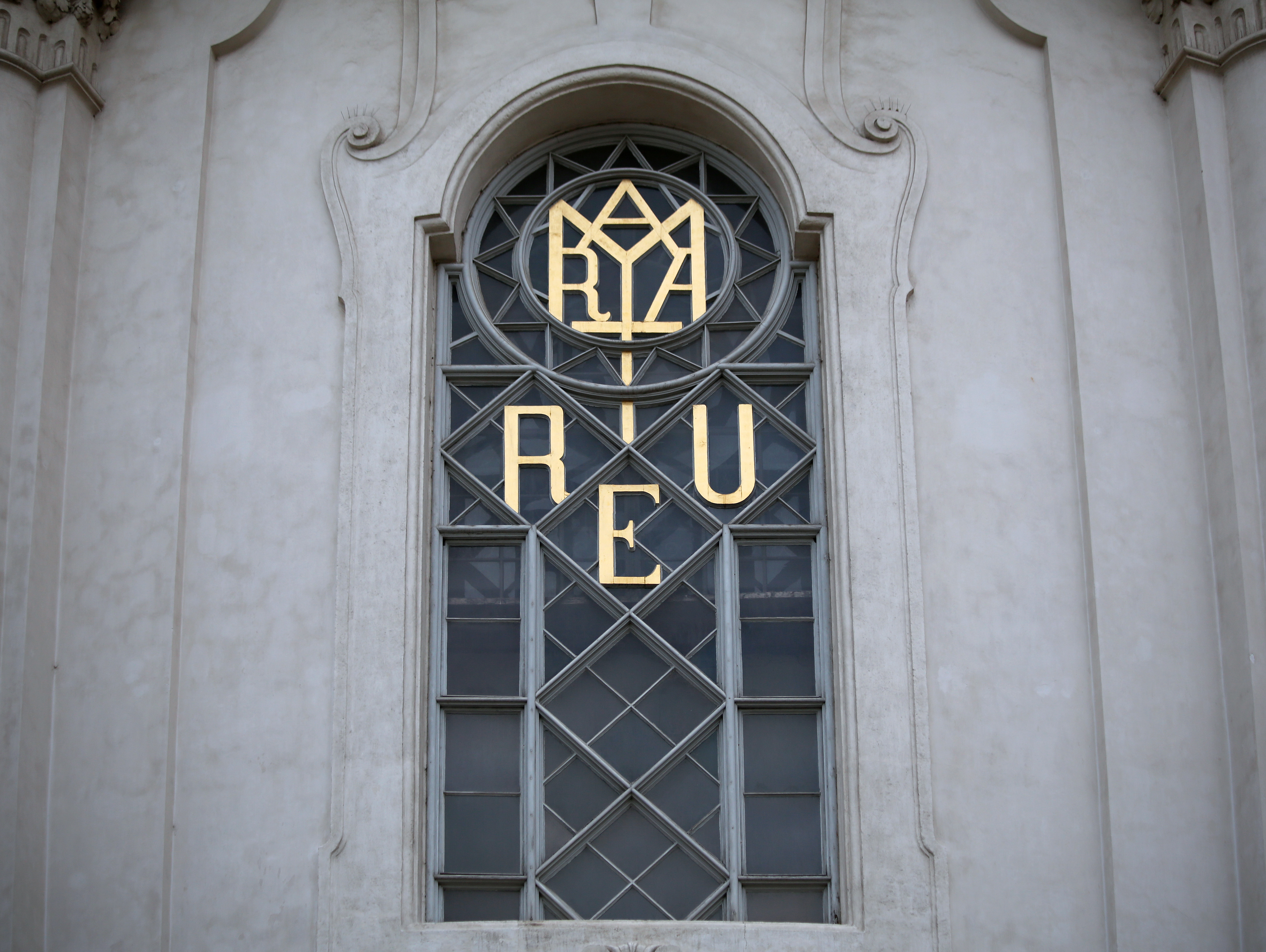
Mariino jméno na mříži